# Жіночий чемпіонат Європи з футболу (U-17)
Жіночий чемпіонат Європи з футболу до 17 років — міжнародне футбольне змагання європейських національних команд країн, що входять до УЄФА. У турнирі змагаються національні збірні, що складаються з дівчат у віці до 17 років. Чемпіонат Європи проводиться по парних роках та є відбірним циклом до дівочого чемпіонату світу.

## Формат
До 2013 року у фінальному турнірі брали участь лише чотири збірні, з 2014 у фінальному турнірі беруть участь вісім збірних. 
Починаючи з 2015-го року матчі за 3-тє місце проводяться не постійно.

## Результати
| 2008 Деталі | Швейцарія | Німеччина | 3 – 0              | Франція  | Данія     | 4 – 1              | Англія     |
| 2009 Деталі | Швейцарія | Німеччина | 7 – 0              | Іспанія  | Франція   | 3 – 1              | Норвегія   |
| 2010 Деталі | Швейцарія | Іспанія   | 0 – 0 (4 – 1 пен.) | Ірландія | Німеччина | 3 – 0              | Нідерланди |
| 2011 Деталі | Швейцарія | Іспанія   | 1 – 0              | Франція  | Німеччина | 8 – 2              | Ісландія   |
| 2012 Деталі | Швейцарія | Німеччина | 1 – 1 (4 – 3 пен.) | Франція  | Данія     | 0 – 0 (5 – 4 пен.) | Швейцарія  |
| 2013 Деталі | Швейцарія | Польща    | 1 – 0              | Швеція   | Іспанія   | 4 – 0              | Бельгія    |
| 2014 Деталі | Англія    | Німеччина | 1 – 1 (3 – 1 пен.) | Іспанія  | Італія    | 0 – 0 (4 – 3 пен.) | Англія     |

| 2015 Деталі | Ісландія | Іспанія | 5 – 2 | Швейцарія | Франція та Німеччина |

| Рік         | Господар             |                                       | Фінал                                 | Фінал                                 | Фінал                                 |                                       | Матч за третє місце                   | Матч за третє місце                   | Матч за третє місце |
| Рік         | Господар             | Чемпіон                               | Рахунок                               | Друге місце                           | Третє місце                           | Рахунок                               | Четверте місце                        |                                       |                     |
| ----------- | -------------------- | ------------------------------------- | ------------------------------------- | ------------------------------------- | ------------------------------------- | ------------------------------------- | ------------------------------------- | ------------------------------------- | ------------------- |
| 2016 Деталі | Білорусь             | Німеччина                             | 0 – 0 (3 – 2 пен.)                    | Іспанія                               | Англія                                | 2 – 1                                 | Норвегія                              |                                       |                     |
| 2017 Деталі | Чехія                | Німеччина                             | 0 – 0 (3 – 1 пен.)                    | Іспанія                               | Нідерланди та Норвегія                | Нідерланди та Норвегія                | Нідерланди та Норвегія                |                                       |                     |
| 2018 Деталі | Литва                | Іспанія                               | 2 – 0                                 | Німеччина                             | Фінляндія                             | 2 – 1                                 | Англія                                |                                       |                     |
| 2019 Деталі | Болгарія             | Німеччина                             | 1 – 1 (3 – 2 пен.)                    | Нідерланди                            | Іспанія та Португалія                 | Іспанія та Португалія                 | Іспанія та Португалія                 |                                       |                     |
| 2020 Деталі | Швеція               | Не проводився через пандемію Covid-19 | Не проводився через пандемію Covid-19 | Не проводився через пандемію Covid-19 | Не проводився через пандемію Covid-19 | Не проводився через пандемію Covid-19 | Не проводився через пандемію Covid-19 | Не проводився через пандемію Covid-19 |                     |
| 2021 Деталі | Фарерські острови    | Не проводився через пандемію Covid-19 | Не проводився через пандемію Covid-19 | Не проводився через пандемію Covid-19 | Не проводився через пандемію Covid-19 | Не проводився через пандемію Covid-19 | Не проводився через пандемію Covid-19 | Не проводився через пандемію Covid-19 |                     |
| 2022 Деталі | Боснія і Герцеговина | Німеччина                             | 2 – 2 (3 – 2 пен.)                    | Іспанія                               | Франція                               | 2 – 0                                 | Нідерланди                            |                                       |                     |
| 2023 Деталі | Естонія              | Франція                               | 3 – 2                                 | Іспанія                               | Англія та Швейцарія                   | Англія та Швейцарія                   | Англія та Швейцарія                   |                                       |                     |
| 2024 Деталі | Швеція               | Іспанія                               | 4 – 0                                 | Англія                                | Польща                                | 2 – 2 (4 – 2 пен.)                    | Франція                               |                                       |                     |

## Досягнення збірних
| Збірна     | Чемпіон                                            | 2 місце                                | 3 місце        | 4 місце              | Півфінали |
| ---------- | -------------------------------------------------- | -------------------------------------- | -------------- | -------------------- | --------- |
| Німеччина  | 8 (2008, 2009, 2012, 2014, 2016, 2017, 2019, 2022) | 1 (2018)                               | 2 (2010, 2011) |                      | 1 (2015)  |
| Іспанія    | 5 (2010, 2011, 2015, 2018, 2024)                   | 6 (2009, 2014, 2016, 2017, 2022, 2023) | 1 (2013)       |                      | 1 (2019)  |
| Франція    | 1 (2023)                                           | 3 (2008, 2011, 2012)                   | 2 (2009, 2022) | 1 (2024)             | 1 (2015)  |
| Польща     | 1 (2013)                                           |                                        | 1 (2024)       |                      |           |
| Англія     |                                                    | 1 (2024)                               | 1 (2016)       | 3 (2008, 2014, 2018) |           |
| Нідерланди |                                                    | 1 (2019)                               |                | 2 (2010, 2022)       | 1 (2017)  |
| Швейцарія  |                                                    | 1 (2015)                               |                | 1 (2012)             | 1 (2023)  |
| Ірландія   |                                                    | 1 (2010)                               |                |                      |           |
| Швеція     |                                                    | 1 (2013)                               |                |                      |           |
| Данія      |                                                    |                                        | 2 (2008, 2012) |                      |           |
| Італія     |                                                    |                                        | 1 (2014)       |                      |           |
| Фінляндія  |                                                    |                                        | 1 (2018)       |                      |           |
| Норвегія   |                                                    |                                        |                | 2 (2009, 2016)       | 1 (2017)  |
| Ісландія   |                                                    |                                        |                | 1 (2011)             |           |
| Бельгія    |                                                    |                                        |                | 1 (2013)             |           |
| Португалія |                                                    |                                        |                |                      | 1 (2019)  |